# 南娥水壩
南娥水壩（Nam Ngum Dam）是寮國境內湄公河支流南俄河上的水壩，也是該國第一座慣常式水力發電廠。也譯南俄湖水庫。

## 概要
南俄湖位在老挝首都永珍北方約90公里處的万象省与賽宋奔省之间。该水电站建成投入发电初期，该水坝70～80%的發電量輸送至泰國，也是寮國重要的重要外匯來源。

## 外部連結
- A family trip to Tarbela Dam （页面存档备份，存于）